# Hvalsø
Hvalsø is een voormalige gemeente in Denemarken. De oppervlakte bedroeg 72,02 km². De gemeente telde 7856 inwoners waarvan 3895 mannen en 3961 vrouwen (cijfers 2005).
Na de herindeling van 2007 werden de gemeentes Bramsnæs en Hvalsø bij Lejre gevoegd.

## Geschiedenis
De gemeente werd opgericht in 1970 door de samenvoeging van de volgende parochies:
- Kirke Hvalsø
- Kisserup
- Kirke Saaby
- Særløse